# Indigofera brassii
Indigofera brassii är en ärtväxtart som beskrevs av John Gilbert Baker. Indigofera brassii ingår i släktet indigosläktet, och familjen ärtväxter. Inga underarter finns listade i Catalogue of Life.